# Phoui Sananikone
Phoui Sananikone (tiếng Lào: ຜຸຍ ຊະນະນິກອນ; 6 tháng 9 năm 1903 – 4 tháng 12 năm 1983) được người dân địa phương gọi là Phagna Houakhong (tiếng Lào: ພຍາຫົວຂອງ) là chính khách người Lào từng giữ chức Thủ tướng Vương quốc Lào lần thứ nhất từ năm 1950 đến năm 1951 và lần thứ hai từ năm 1958 đến năm 1959.

## Tiểu sử

### Thân thế và học vấn
Phoui Sananikone chào đời tại Viêng Chăn năm 1903, thuộc một trong những gia tộc danh giá nhất ở Lào có thế lực về chính trị, kinh tế và xã hội. Ông tốt nghiệp Trường Đại học Pavie năm 1923 trước khi bước chân vào làm công chức thuộc địa trên cương vị là thư ký tại Phủ Thống sứ Pháp tại Lào. Về sau ông thi đậu đạt điểm cao nhất trong các kỳ thi công chức và được người Pháp trao chức huyện trưởng. Đến năm 1941, ông được bổ nhiệm làm Tỉnh trưởng tỉnh Houakhong (còn gọi là tỉnh Thượng Mékong hoặc Luang Namtha) rồi sau đạt đến cấp bậc hành chính cao nhất với danh xưng đặc biệt Chao Khoueng.

### Sự nghiệp chính trị
Sự nghiệp chính trị của Sananikone bắt đầu trong những năm khó khăn sau Thế chiến thứ hai vào tháng 1 năm 1947 trên cương vị là Bộ trưởng Bộ Giáo dục, Y tế và Phúc lợi Xã hội trong Chính phủ Hoàng gia Lào, ông được bầu làm dân biểu tỉnh Pakse và trở thành chủ tịch đầu tiên của Quốc hội Lào cùng năm đó. Ông đã tham gia đàm phán trước khi ký kết Công ước chung Pháp-Lào năm 1949, theo đó Lào trở thành một Quốc gia Đông Dương liên kết trong khối Liên hiệp Pháp. Ông được bầu lại làm Chủ tịch Quốc hội cho đến năm 1950 rồi chẳng mấy chốc phải từ chức sau khi Quốc vương Lào Sisavang Vong ủy nhiệm ông thành lập nội các.
Với tư cách là Thủ tướng kiêm Bộ trưởng Bộ Quốc phòng, ông đã dẫn đầu Phái đoàn Lào dự Hội nghị Pau vào tháng 6 năm 1950. Chính trong năm đó, ông và các cựu thành viên Lào Issara khác đã lập ra Đảng Độc lập, đảng này về sau hợp nhất với Đảng Quốc dân để giành chiến thắng trong cuộc bầu cử tạo cơ hội cho Sananikone lên làm Thủ tướng nhiệm kỳ thứ hai vào tháng 8 năm 1958.
Thủ tướng đương thời Souvanna Phouma bị mất phiếu tín nhiệm tại Quốc hội và buộc phải từ chức. Sananikone kế nhiệm Souvanna Phouma, và thành lập một nội các mới với sự ủng hộ từ các thành viên Ủy ban Quốc phòng vì Lợi ích Quốc gia (CDNI). Pathet Lào không còn đại diện trong chính phủ mới thân Mỹ. Sau khi nhậm chức, Sananikone và các bộ trưởng của ông đã chuyển đổi chính sách của Lào sang cánh hữu, giải tán Quốc hội và bác bỏ hiệp định đình chiến Geneve năm 1954. Sananikone cũng nỗ lực giải tán và vô hiệu hóa lực lượng Pathet Lào được hợp nhất vào Quân đội Hoàng gia Lào (RLA) vài tháng trước đó. Tuy vậy, Ông đành phải từ chức dưới áp lực quân sự của phe cánh hữu và trao mọi quyền hành cho Tướng Phoumi Nosavan, người đứng đầu Quân đội Hoàng gia Lào.
Kể từ khi gia nhập nội các, ông hầu như đã nắm giữ mọi vị trí cao nhất trong chính phủ Lào. Phần lớn công việc của ông với tư cách là một chính khách liên quan đến độc lập và chủ quyền của Lào ở Đông Nam Á, đặc biệt là liên quan đến chính sách trung lập hướng về phương Tây trong thời kỳ đỉnh cao của cuộc chiến tranh Đông Dương.

### Thời kỳ cuối đời
Sananikone tái đắc cử chức Chủ tịch Quốc hội các nhiệm kỳ từ năm 1963 đến năm 1965 và từ năm 1968 đến năm 1974. Tháng 5 năm 1975, ông sang Pháp sau khi cộng sản tiếp quản. Tháng 9 cùng năm, ông bị chính quyền mới kết án tử hình vắng mặt. Sananikone mất ở Paris, hưởng thọ 80 tuổi.